# TMS9900
O TMS9900 foi um dos primeiros microprocessadores de 16 bits comercialmente disponíveis com chip único. Criado pela Texas Instruments em junho de 1976, o TMS9900 foi usado nos computadores domésticos TI-99/4 e TI-99/4A. 

## História

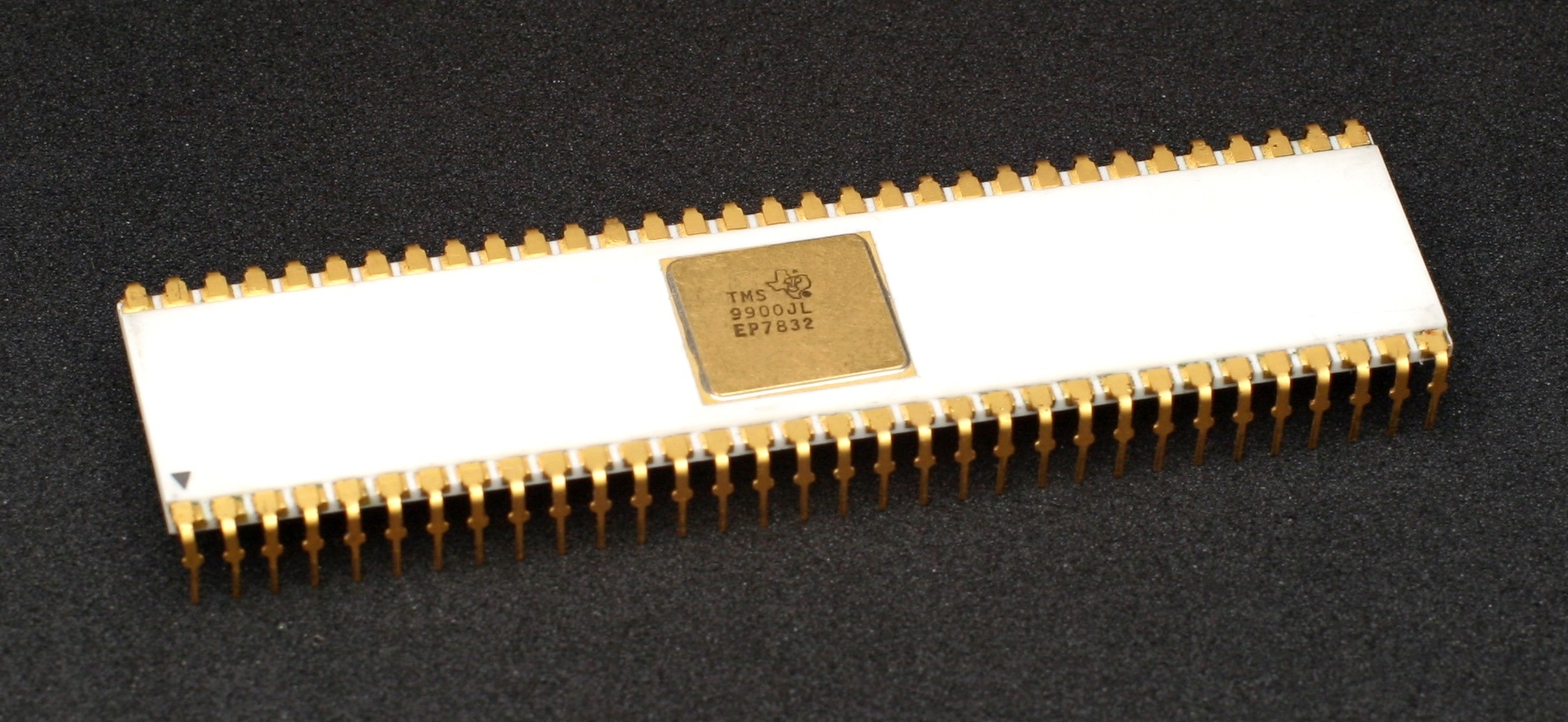
TMS9900JL no pacote de cerâmica com pinos banhados a ouro

O TMS9900 foi concebido como uma versão do chip único para o minicomputador dos modelos TI 990, bem como o Intersil 6100, e o Fairchild 9440. Apesar de ja existirem outros microprocessadores de 16 bits, como o National Semiconductor IMP-16 ou LSI-11, ele foi o primeiro microprocessador de chip único de 16 bits auto-suficiente.